# Tribalister marginellus
Tribalister marginellus är en skalbaggsart som först beskrevs av J. E. Leconte 1860.  Tribalister marginellus ingår i släktet Tribalister och familjen stumpbaggar. Inga underarter finns listade i Catalogue of Life.